# 31 Dywizja Piechoty (III Rzesza)
31 Dywizja Piechoty (niem. 30. Infanterie-Division) – niemiecka dywizja z czasów II wojny światowej, brała udział w agresji na Polskę i Francję oraz ataku na Związek Radziecki.

## Sformowanie i szlak bojowy
Sformowana na mocy rozkazu 1 października 1936, miejsce stacjonowania sztabu Brunszwik. Stacjonowała w XI Okręgu Wojskowym. 21 lipca 1944 r. została przemianowana na 31 Dywizję Grenadierów, a 9 października 1944 r. kolejny raz zmieniono jej nazwę na 31 Dywizję Grenadierów Ludowych.
Dywizja walczyła w Polsce i Francji. Wzięła udział w inwazji na ZSRR w ramach Grupy Armii Środek, podchodząc jesienią 1941 r. pod Moskwę. W 1943 walczyła pod Kurskiem i następnie brała udział w operacjach odwrotowych. W czerwcu 1944 r. została doszczętnie rozbita a jej dowódca Wilhelm Ochsner dostał się do niewoli.
Dywizję odbudowano z niedobitków, ozdrowieńców oraz znajdującej się w stadium formowania 550 Dywizji Grenadierów. Jednostka zmieniła nazwę na 31 Dywizja Grenadierów, a nieco później na 31 Dywizja Grenadierów Ludowych. Na front powróciła we wrześniu 1944 r. w ramach Grupy Armii Północ. Walczyła m.in. w Kurlandii, a szlak bojowy zakończyła odcięta na Półwyspie Helskim w maju 1945 r.

## Dowódcy dywizji
- gen.por. Herbert Fischer 1 X 1936 – 1 IV 1937;
- gen. mjr/gen. por. Rudolf Kämpfe[3] 1 X 1936 – 1 V 1941;
- gen. mjr Kurt Kalmukoff 2 V 1941 – 13 VIII 1941;
- gen. mjr Gerhard Berthold 15 VIII 1941 – 21 I 1942;
- gen. mjr/gen. por. Friedrich Hoßbach 21 I 1942 – 28 II 1942;
- gen. mjr Gerhard Berthold 28 II 1942 – 14 IV 1942;
- gen.por. Kurt Pflieger 16 IV 1942 – 1 IV 1943;
- gen.por. Hermann Flörke 1 IV 1943 – 16 V 1943;
- gen. mjr/gen. por. Friedrich Hoßbach 16 V 1943 – 2 VIII 1943;
- gen.por. Wilhelm Ochsner VIII 1943 – VI 1944;
- gen. mjr Ernst König VI 1944 – 1 VII 1944;
- gen. mjr Hans-Joachim von Stolzmann 1 VII 1944 – V 1945;
- płk Mangold V 1945

## Struktura organizacyjna
Skład w sierpniu 1939
- 12 pułk piechoty: miejsce postoju sztabu, III batalionu, 13 kompanii dział, 14 kompanii przeciwpancernej oraz rezerwowego batalionu – Halberstadt, I batalionu i rezerwowego batalionu – Blankenburg, II batalionu – Quedlinburg;
- 17 pułk piechoty: miejsce postoju sztabu, I, II batalion oraz rezerwowego batalionu – Brunszwig, III batalionu – Gloslar;
- 82 pułk piechoty: miejsce postoju sztabu, I, II batalionu oraz II rezerwowego batalionu – Getynga, III batalionu – Northeim, I rezerwowego batalionu – Osterode;
- 31 pułk artylerii: miejsce postoju sztabu, I i II dywizjonu – Halberstadt, III dywizjonu – Getynga;
- I dywizjon 67 pułku artylerii ciężkiej: miejsce postoju – Brunszwik;
- 31 batalion pionierów: miejsce postoju – Höxter;
- 31 oddział przeciwpancerny: miejsce postoju – Brunszwik;
- 31 oddział łączności: miejsce postoju – Brunszwik;
- 31 oddział obserwacyjny: miejsce postoju – Brunszwik;

Skład w styczniu 1940
12, 17 i 82 pułk piechoty, 31 pułk artylerii, I/67 pułk artylerii ciężkiej, 31 batalion pionierów, 31 oddział rozpoznawczy, 31 oddział przeciwpancerny, 31 oddział łączności, 31 polowy batalion zapasowy;
Skład w maju 1944
12, 17 i 82 pułk grenadierów, 31 pułk artylerii, 31 batalion pionierów, 31 batalion fizylierów, 31 oddział przeciwpancerny, 31 oddział łączności, 31 polowy batalion zapasowy;
Skład w lipcu 1944
12, 17 i 82 pułk grenadierów, 31 pułk artylerii, 31 batalion pionierów, 31 dywizyjna kompania fizylierów, 31 oddział przeciwpancerny, 31 oddział łączności, 31 polowy batalion zapasowy;
Skład w październiku 1944
12, 17, i 82 pułk grenadierów, 31 pułk artylerii, 31 batalion pionierów, 31 batalion fizylierów, 31 oddział przeciwpancerny, 31 oddział łączności, 31 polowy batalion zapasowy